# Thomas Warton
Thomas Warton, född den 9 januari 1728, död den 21 maj 1790, var en engelsk litteraturhistoriker, son till Thomas Warton den äldre, bror till Joseph Warton. 
Warton utgav vid nitton års ålder den något sentimentala dikten The pleasures of melancholy, vari (liksom i hans brors poem) den romantiska riktningen förebådas genom den uttalade förkärleken för Spenser, Shakespeare och Milton samt svärmeriet för gotiska kyrkor och slottsruiner. Warton var 1757-1767 professor i litteratur vid Oxfords universitet och inträdde därefter på den prästerliga banan, men ägnade sig mest åt biblioteksstudier i Oxford. Han blev poeta laureatus 1785 och professor i historia i Oxford samma år. 
Hans Observations on the Fairie queene of Spenser (1754; 3:e upplagan 1807) vittnar om skarpsinne och omfattande lärdom, egenskaper, som han i än högre grad ådagalade i The history of English poetry (3 band, 1774-1781; 4:e reviderade upplagan 1871), en, såsom ett helt betraktad, på sitt område länge oöverträffad uppslagsbok, som dock avbryts vid ingången till Elisabets tidevarv. Warton var den, som återuppväckte sinnet för medeltiden, och kan anses som Walter Scotts föregångare. Bland hans egna poem framstår sonetter, veka och behagfullt målande. Hans poetiska arbeten utgavs 1777 (flera upplagor).